# مبالا نزولا
مبالا نزولا (مواليد 18 أغسطس 1996) هو لاعب كرة قدم أنغولي يلعب في مركز المهاجم في نادي سبيزيا.

## روابط خارجية
- مبالا نزولا على موقع الاتحاد الأوربي (الإنجليزية)
- مبالا نزولا على موقع قاعدة بيانات كرة القدم.إي يو (الإنجليزية)
- مبالا نزولا على موقع ليكيب (الفرنسية)
- مبالا نزولا على موقع ناشيونال فوتبول تيمز (الإنجليزية)
- مبالا نزولا على موقع Soccerway.com (الإنجليزية)